# Ujunglero
Ujunglero is een kustplaats in de Indonesische provincie Zuid-Sulawesi (Sulawesi Selatan) op het eiland Sulawesi.